# Arthur Rowe (Leichtathlet)
Arthur Rowe (* 17. August 1936 in Barnsley; † 13. September 2003 ebenda) war ein englischer Leichtathlet. Bei einer Körpergröße von 1,87 m hatte er ein Wettkampfgewicht von 100 kg.
Der gelernte Schmied gewann 1957 den ersten von fünf Meistertiteln der AAA im Kugelstoßen. 1958 stieß er mit 16,98 seinen ersten britischen Rekord. Insgesamt stellte er bis 1961 15 britische und sechs Europarekorde auf. Seine Bestmarke von 19,56 Meter wurde als Europarekord erst 1966 vom Ungarn Vilmos Varjú übertroffen.
Bei den British Empire and Commonwealth Games im Juli 1958 in Cardiff gewann Rowe mit 17,57 Meter und über einem Meter Vorsprung auf den Zweitplatzierten, seinen  Landsmann Martyn Lucking. Einen Monat später bei den Europameisterschaften in Stockholm stießen vier Kugelstoßer über 17 Meter. Arthur Rowe gewann mit 17,78 Meter vor Wiktor Lipsnis aus der Sowjetunion mit 17,47 Meter und Jíři Skobla (Tschechoslowakei)  mit 17,12 Meter. Vierter wurde der Deutsche Hermann Lingnau vor dem Italiener Silvano Meconi, der 1959 Skobla als Europarekordler ablösen sollte und dann seinerseits von Rowe abgelöst wurde. 
Bei den Olympischen Spielen 1960 in Rom stieß Rowe in der Qualifikation nur 16,68 Meter und verpasste die Finalteilnahme um sieben Zentimeter.
Im Alter von 25 Jahren beendete Rowe seine Amateur-Karriere in der Leichtathletik, um sich bei Oldham als Profi in der Rugby League zu versuchen. Hier hatte er allerdings nur wenig Erfolg. In den folgenden Jahren war Rowe als Profi bei den Veranstaltungen der schottischen Highland Games zu sehen. 1970 wurde er dort Weltmeister im Baumstammwerfen.